# Phrurolithus luppovae
Phrurolithus luppovae är en spindelart som beskrevs av Sergei Aleksandrovich Spassky 1941. Phrurolithus luppovae ingår i släktet Phrurolithus och familjen flinkspindlar. Inga underarter finns listade i Catalogue of Life.